# Stars à la barre
Stars à la barre est une émission de télévision créée et produite par Thierry Ardisson et Catherine Barma, animée par Roger Zabel puis par Daniel Bilalian. L'émission était diffusée un mardi par mois, puis en bimensuel en deuxième partie de soirée du 27 septembre 1988 à novembre 1989 sur Antenne 2 ; en concurrence frontale avec Ciel mon mardi.

## Principe de l'émission
Stars à la barre propose sur un thème commun, deux débats au cours desquels deux invités issus du monde du spectacle (acteur ou chanteur), sportifs, journalistes ou profession libérale témoignent. Chacun des deux témoins est défendu par un avocat. Le premier débat est mené sur le ton de l'humour, le second est plus sérieux. À l'issue des plaidoiries, un jury de 12 spectateurs issus du public rend son verdict. À partir du 24 janvier 1989, l'émission devient bimensuelle, avec un débat et un invité unique. 